# Germany's Next Topmodel (mùa 12)
Germany's Next Topmodel, Mùa 12 là mùa thứ mười hai của Germany's Next Topmodel (thường được viết tắt là GNTM) được phát sóng trên mạng lưới truyền hình Đức ProSieben. Chương trình bắt đầu phát sóng vào ngày 9 tháng 2 năm 2017.
Người chiến thắng của mùa giải này là Céline Bethmann, 18 tuổi từ Koblenz. Cô giành được:
- 1 hợp đồng người mẫu với OneEins GmbH Management trị giá €140,000
- Lên ảnh bìa tạp chí Cosmopolitan
- Giải thưởng tiền mặt trị giá 100.000€
- 1 chiếc Opel Adam

## Các thí sinh
(Tuổi tính từ ngày dự thi)
| Đội       | Thí sinh             | Tuổi | Chiều cao               | Quê quán            | Bị loại ở | Hạng               |
| --------- | -------------------- | ---- | ----------------------- | ------------------- | --------- | ------------------ |
| Hayo      | Christina Wiessner   | 19   | 1,70 m (5 ft 7 in)      | Holzkirchen         | Tập 2     | 28–27              |
| Michalsky | Saskia Mächler       | 19   | 1,72 m (5 ft 7+1⁄2 in)  | Münster             | Tập 2     | 28–27              |
| Hayo      | Elisa Weihmann       | 16   | 1,78 m (5 ft 10 in)     | Königs Wusterhausen | Tập 2     | 26–25              |
| Michalsky | Victoria Wanke       | 17   | 1,72 m (5 ft 7+1⁄2 in)  | Friedrichshafen     | Tập 2     | 26–25              |
| Michalsky | Claudia Fiedler      | 22   | 1,78 m (5 ft 10 in)     | Landau an der Isar  | Tập 3     | 24                 |
| Michalsky | Milena Ziller        | 18   | 1,77 m (5 ft 9+1⁄2 in)  | Stuttgart           | Tập 3     | 23–21              |
| Hayo      | Chaline Bang         | 16   | 1,78 m (5 ft 10 in)     | Stuhr               | Tập 3     | 23–21              |
| Michalsky | Kimberly Pereira     | 18   | 1,75 m (5 ft 9 in)      | Hamburg             | Tập 3     | 23–21              |
| Hayo      | Helena Fritz         | 18   | 1,75 m (5 ft 9 in)      | Nebikon, Thụy Sĩ    | Tập 4     | 20 (dừng cuộc thi) |
| Hayo      | Aissatou Niang       | 18   | 1,75 m (5 ft 9 in)      | Garching            | Tập 4     | 19                 |
| Michalsky | Deborah Lay          | 21   | 1,70 m (5 ft 7 in)      | Köln                | Tập 4     | 18                 |
| Michalsky | Melina Budde         | 19   | 1,80 m (5 ft 11 in)     | Oberhausen          | Tập 5     | 17                 |
| Hayo      | Neele Bronst         | 20   | 1,75 m (5 ft 9 in)      | Hamburg             | Tập 6     | 16                 |
| Hayo      | Julia Fux            | 20   | 1,78 m (5 ft 10 in)     | Reichenthal, Áo     | Tập 7     | 15                 |
| Hayo      | Greta Faeser         | 21   | 1,78 m (5 ft 10 in)     | Hamburg             | Tập 8     | 14 (dừng cuộc thi) |
| Michalsky | Julia Steyns         | 23   | 1,80 m (5 ft 11 in)     | Trier               | Tập 8     | 13                 |
| Michalsky | Soraya Eckes         | 17   | 1,78 m (5 ft 10 in)     | Sylt                | Tập 9     | 12                 |
| Michalsky | Giuliana Radermacher | 20   | 1,78 m (5 ft 10 in)     | Freiburg            | Tập 10    | 11                 |
| Michalsky | Brenda Hübscher      | 23   | 1,83 m (6 ft 0 in)      | Berlin              | Tập 11    | 10                 |
| Hayo      | Sabine Fischer       | 23   | 1,75 m (5 ft 9 in)      | Würzburg            | Tập 13    | 9                  |
| Michalsky | Anh Phuong Dinh Phan | 25   | 1,78 m (5 ft 10 in)     | Berlin              | Tập 14    | 8                  |
| Michalsky | Carina Zavline       | 19   | 1,71 m (5 ft 7+1⁄2 in)  | Paris, Pháp         | Tập 14    | 7                  |
| Hayo      | Lynn Petertonkoker   | 18   | 1,78 m (5 ft 10 in)     | Beckum              | Tập 15    | 6-5                |
| Hayo      | Maja Manczak         | 18   | 1,79 m (5 ft 10+1⁄2 in) | Langen              | Tập 15    | 6-5                |
| Michalsky | Leticia Wala-Ntuba   | 18   | 1,74 m (5 ft 8+1⁄2 in)  | Ingolstadt          | Tập 16    | 4                  |
| Michalsky | Romina Brennecke     | 20   | 1,84 m (6 ft 1⁄2 in)    | Hambrücken          | Tập 16    | 3                  |
| Hayo      | Serlina Hohmann      | 22   | 1,78 m (5 ft 10 in)     | Koblenz             | Tập 16    | 2                  |
| Hayo      | Céline Bethmann      | 18   | 1,81 m (5 ft 11+1⁄2 in) | Koblenz             | Tập 16    | 1                  |

## Thứ tự gọi tên
| 1  | Céline                            | Anh              | Céline   | Carina   | Greta    | Greta    | Lynn     | Giuliana | Maja     | Carina   | Leticia Lynn | Lynn    | Lynn       | Leticia | Leticia | Céline  | Céline  |  |  |  |  |
| 2  | Leticia                           | Greta            | Romina   | Greta    | Giuliana | Lynn     | Carina   | Anh      | Sabine   | Lynn     | Leticia Lynn | Carina  | Leticia    | Maja    | Romina  | Serlina | Serlina |  |  |  |  |
| 3  | Greta                             | Maja             | Julia F. | Romina   | Carina   | Leticia  | Serlina  | Brenda   | Carina   | Serlina  | Serlina      | Romina  | Carina     | Céline  | Céline  | Romina  | Romina  |  |  |  |  |
| 4  | Deborah                           | Melina           | Carina   | Anh      | Anh      | Julia S. | Brenda   | Sabine   | Leticia  | Céline   | Maja         | Anh     | Serlina    | Romina  | Serlina | Leticia |         |  |  |  |  |
| 5  | Elisa                             | Serlina          | Deborah  | Maja     | Brenda   | Anh      | Julia S. | Carina   | Céline   | Romina   | Romina       | Sabine  | Maja       | Lynn    | Maja    |         |         |  |  |  |  |
| 6  | Melina                            | Deborah          | Serlina  | Céline   | Céline   | Brenda   | Soraya   | Céline   | Romina   | Leticia  | Carina       | Serlina | Céline     | Serlina | Lynn    |         |         |  |  |  |  |
| 7  | Julia F.                          | Aissatou         | Sabine   | Julia S. | Leticia  | Maja     | Céline   | Romina   | Anh      | Maja     | Céline       | Leticia | Anh Romina | Carina  |         |         |         |  |  |  |  |
| 8  | Giuliana                          | Kimberly         | Soraya   | Giuliana | Serlina  | Carina   | Romina   | Serlina  | Giuliana | Anh      | Anh Sabine   | Céline  | Anh Romina | Anh     |         |         |         |  |  |  |  |
| 9  | Victoria                          | Helena           | Julia S. | Brenda   | Julia S. | Céline   | Maja     | Lynn     | Lynn     | Sabine   | Anh Sabine   | Maja    | Sabine     |         |         |         |         |  |  |  |  |
| 10 | Soraya                            | Romina           | Lynn     | Leticia  | Lynn     | Romina   | Leticia  | Maja     | Serlina  | Brenda   | Brenda       |         |            |         |         |         |         |  |  |  |  |
| 11 | Aissatou                          | Chaline          | Anh      | Soraya   | Neele    | Serlina  | Greta    | Leticia  | Brenda   | Giuliana |              |         |            |         |         |         |         |  |  |  |  |
| 12 | Sabine                            | Brenda           | Maja     | Serlina  | Maja     | Soraya   | Anh      | Soraya   | Soraya   |          |              |         |            |         |         |         |         |  |  |  |  |
| 13 | Milena                            | Carina           | Greta    | Julia F. | Romina   | Julia F. | Sabine   | Julia S. |          |          |              |         |            |         |         |         |         |  |  |  |  |
| 14 | Carina                            | Julia F.         | Brenda   | Neele    | Soraya   | Sabine   | Giuliana | Greta    |          |          |              |         |            |         |         |         |         |  |  |  |  |
| 15 | Julia S.                          | Giuliana         | Aissatou | Sabine   | Julia F. | Giuliana | Julia F. |          |          |          |              |         |            |         |         |         |         |  |  |  |  |
| 16 | Claudia                           | Leticia          | Melina   | Melina   | Sabine   | Neele    |          |          |          |          |              |         |            |         |         |         |         |  |  |  |  |
| 17 | Maja                              | Lynn             | Helena   | Lynn     | Melina   |          |          |          |          |          |              |         |            |         |         |         |         |  |  |  |  |
| 18 | Anh                               | Milena           | Giuliana | Deborah  |          |          |          |          |          |          |              |         |            |         |         |         |         |  |  |  |  |
| 19 | Christina                         | Sabine           | Leticia  | Aissatou |          |          |          |          |          |          |              |         |            |         |         |         |         |  |  |  |  |
| 20 | Neele                             | Julia S.         | Neele    | Helena   |          |          |          |          |          |          |              |         |            |         |         |         |         |  |  |  |  |
| 21 | Kimberly                          | Soraya           | Kimberly |          |          |          |          |          |          |          |              |         |            |         |         |         |         |  |  |  |  |
| 22 | Serlina                           | Claudia          | Chaline  |          |          |          |          |          |          |          |              |         |            |         |         |         |         |  |  |  |  |
| 23 | Brenda                            | Neele            | Milena   |          |          |          |          |          |          |          |              |         |            |         |         |         |         |  |  |  |  |
| 24 | Chaline Helena Lynn Romina Saskia | Céline           | Claudia  |          |          |          |          |          |          |          |              |         |            |         |         |         |         |  |  |  |  |
| 25 | Chaline Helena Lynn Romina Saskia | Victoria         |          |          |          |          |          |          |          |          |              |         |            |         |         |         |         |  |  |  |  |
| 26 | Chaline Helena Lynn Romina Saskia | Elisa            |          |          |          |          |          |          |          |          |              |         |            |         |         |         |         |  |  |  |  |
| 27 | Chaline Helena Lynn Romina Saskia | Christina Saskia |          |          |          |          |          |          |          |          |              |         |            |         |         |         |         |  |  |  |  |
| 28 | Chaline Helena Lynn Romina Saskia | Christina Saskia |          |          |          |          |          |          |          |          |              |         |            |         |         |         |         |  |  |  |  |

     Thí sinh có tấm ảnh đẹp nhất tuần
     Thí sinh được miễn loại
     Thí sinh bị loại
     Thí sinh bị loại trước khi đánh giá
     Thí sinh dừng cuộc thi
     Thí sinh không bị loại khi rơi vào cuối bảng
     Thí sinh chiến thắng cuộc thi
- Thứ tự gọi tên chỉ lần lượt từng người an toàn
- Tập 1 là tập casting. Celine, Deborah, Greta và Leticia được Heidi miễn loại vì có phần thể hiện tốt nhất trong thử thách trình diễn thời trang.
- Trong tập 2, Christina và Saskia đã bị loại vì phần thể hiện tệ hại của họ tại buổi chụp hình.
- Trong tập 3, Claudia đã bị loại vì thua vòng đấu loại trong buổi chụp ảnh với Neele.
- Trong tập 4, Helena đã từ chối diện mạo mới và xin dừng cuộc thi. Aissatou bị loại vì thua vòng đấu loại trong buổi chụp ảnh với Brenda.
- Trong tập 8, Greta dừng cuộc thi. Giuliana được miễn loại do được các cô gái bình chọn.
- Trong tập 11, Leticia và Lynn đã được miễn loại.
- Trong tập 12, không ai bị loại.
- Trong tập 14, Anh bị loại vì thua vòng đấu loại trong buổi chụp ảnh với Romina.

### Buổi chụp hình
- Tập 2: Áo tắm trên ván lướt sóng
- Tập 3: Đầm dạ hội theo cặp trên thùng hàng
- Tập 4: Ảnh thẻ
- Tập 5: Quân đội chiến đấu theo nhóm
- Tập 6: Burlesque với Cirque du Soleil
- Tập 7: Body painting trước tranh phun sơn
- Tập 8: Tạo dáng với chó và cố vấn của họ
- Tập 9: Đồ lót trên giường với người mẫu nam
- Tập 10: Video hành động với Shaun Ross
- Tập 11: Đồ bó đen bên trong bóng nhựa
- Tập 12: Alice ở xứ sở thần tiên trong ngôi nhà búp bê tí hon
- Tập 13: Tạo dáng dưới nước
- Tập 14: Ảnh chân dung trắng đen khóc lóc
- Tập 15: Ảnh bìa tạp chí Cosmopolitan
- Tập 16: Ảnh chân dung vẻ đẹp theo cặp